# Steenspfuhl

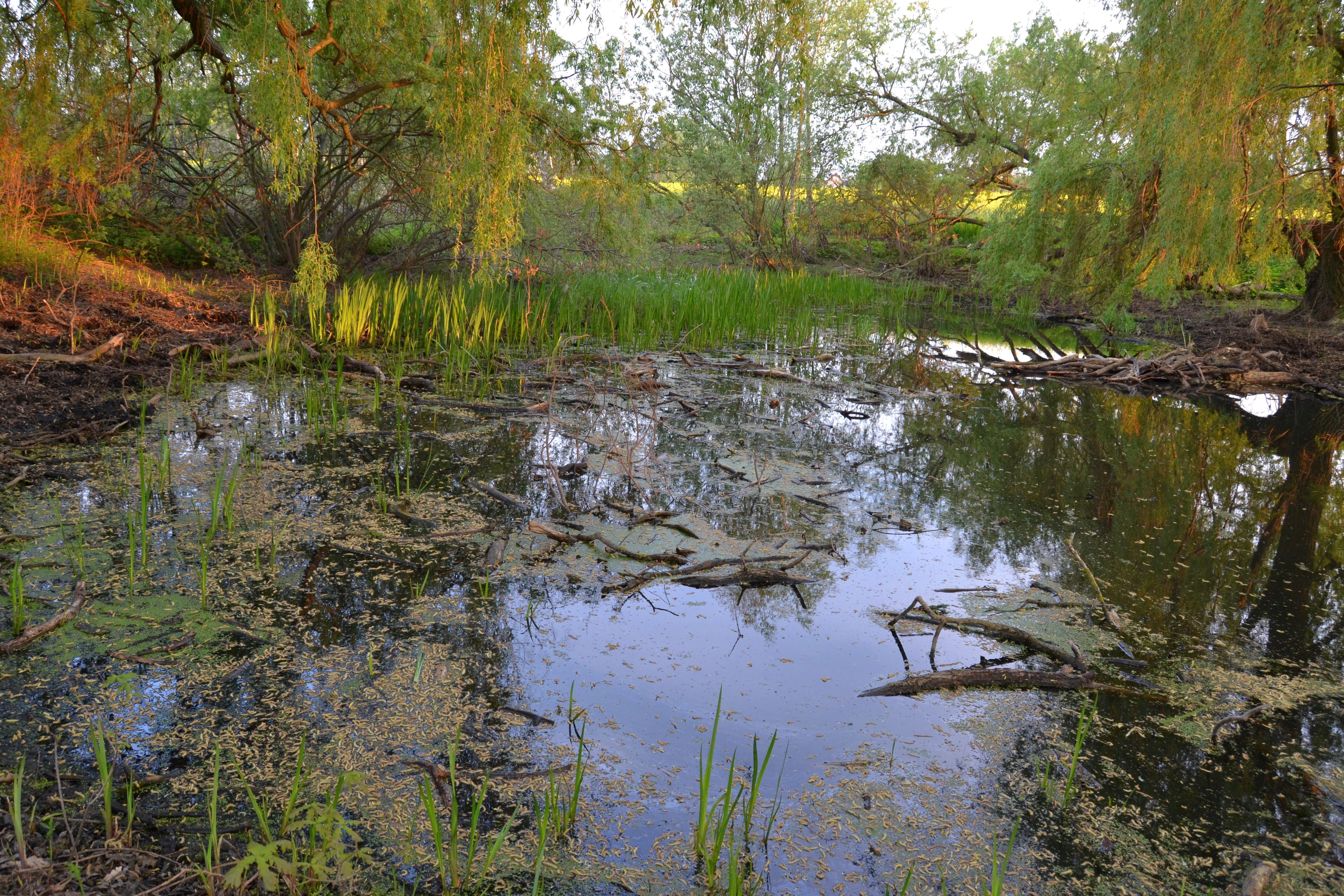
Der gefüllte Steenspfuhl, auffällig der Kalmusbestand.

Der Steenspfuhl ist ein kleiner Söll in Schöneiche bei Berlin.
Der Steenspfuhl ist einer der kleinsten einer zweistelligen Zahl von Schöneicher Söllen. Er liegt in einer kleinen Senke an der Ecke der Wilhelm-Raabe-Straße und der Straße Hohes Feld und zugleich am östlichen Rand der Schönebecker Heide. Der Pfuhl ist nahezu komplett von eng stehenden Bäumen, insbesondere Weiden, und Unterholz umgeben. Noch vor wenigen Jahren war der Uferbestand sehr viel geringer und das Gewässer somit viel einfacher zugänglich. Von mehreren Bäumen sind durch das Wasser Teile des Wurzelwerkes freigelegt worden. Auffallend ist vor allem am östlichen Ufer der hohe Bestand an Kalmus, der für die Schöneicher Sölle eher ungewöhnlich ist, zudem gehört an den Hängen wachsende Natternzunge zum Bestand. Das Gewässer ist ein wichtiger Laichplatz für Teich- und Kammmolche. Der Boden ist mit vielen Feldsteinen übersät, die dem Pfuhl auch den Namen gaben. Im späten Frühjahr fällt der Söll im Allgemeinen trocken.

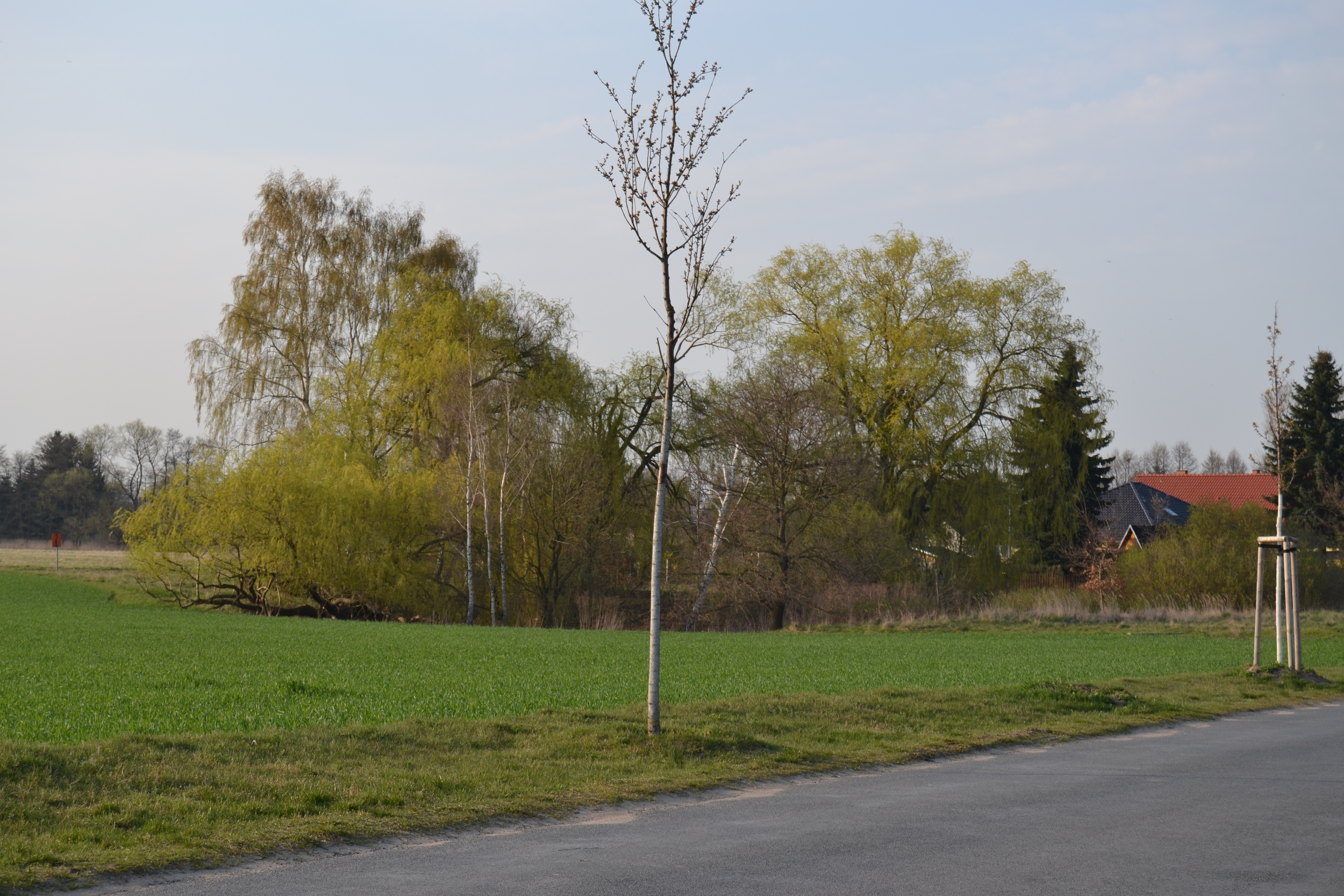
Der Steenspfuhl in seiner Senke im April.
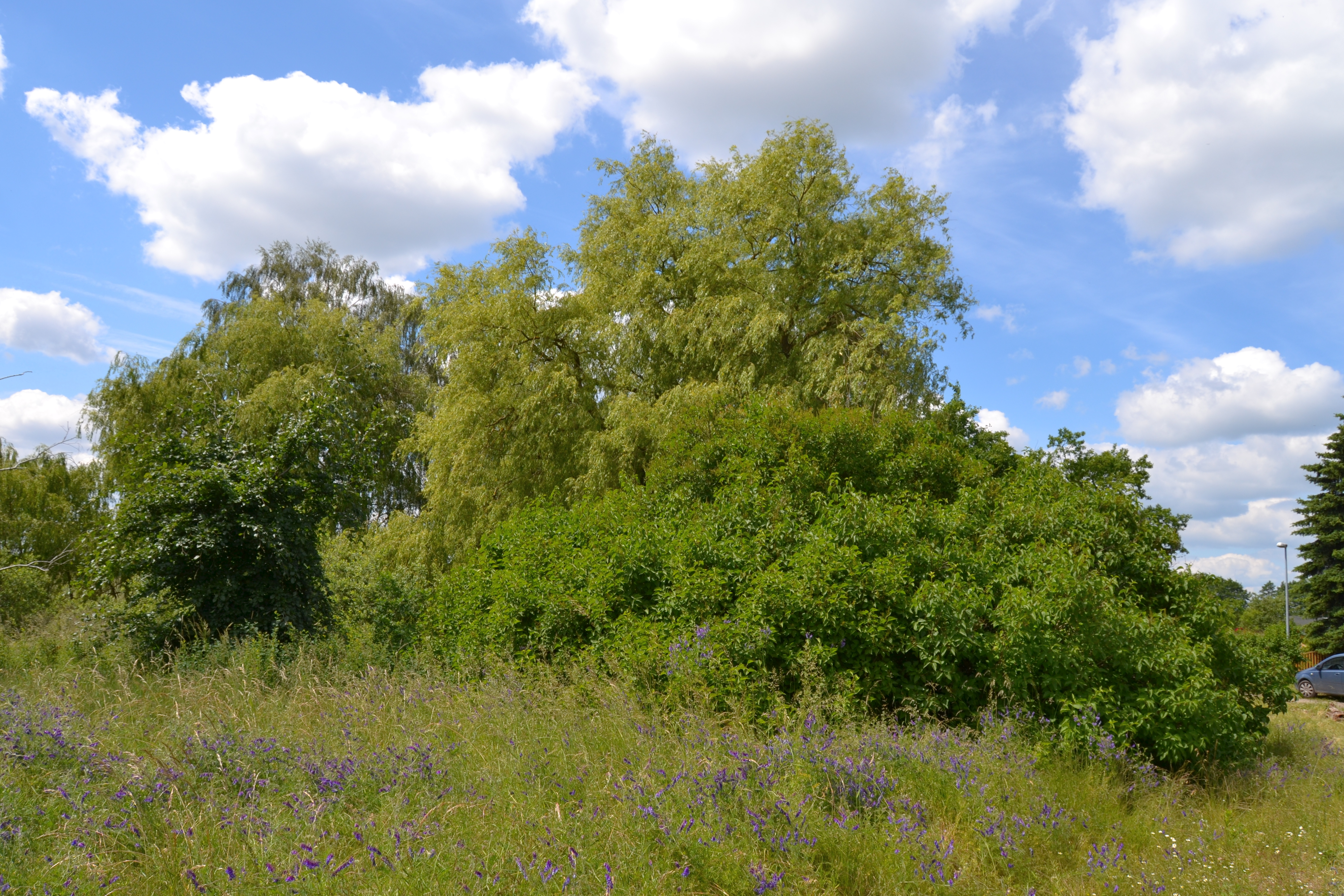
Die dicht bewachsene Region des Steenspfuhl im Juni.
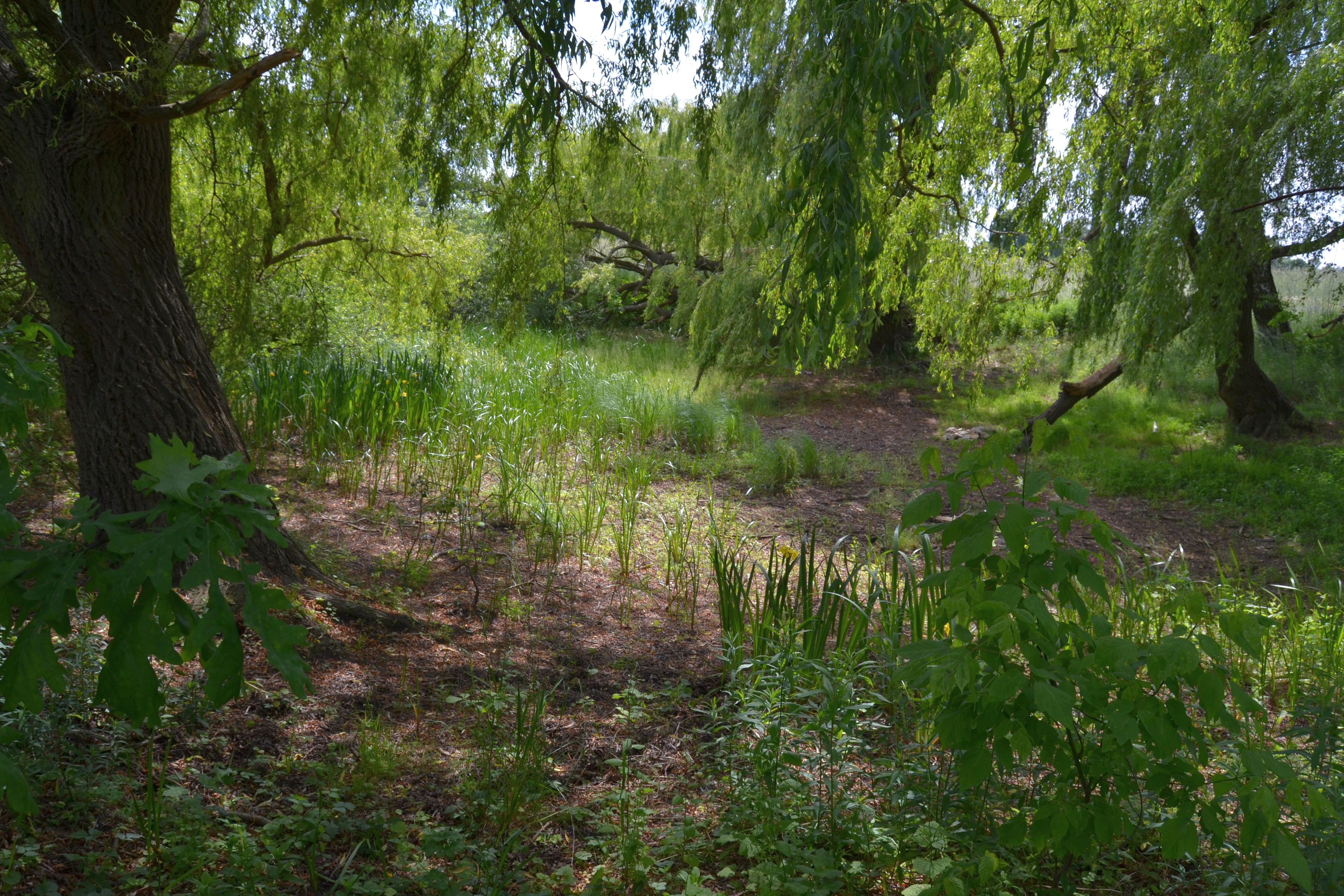
Der trocken gefallene Steenspfuhl im Juni.
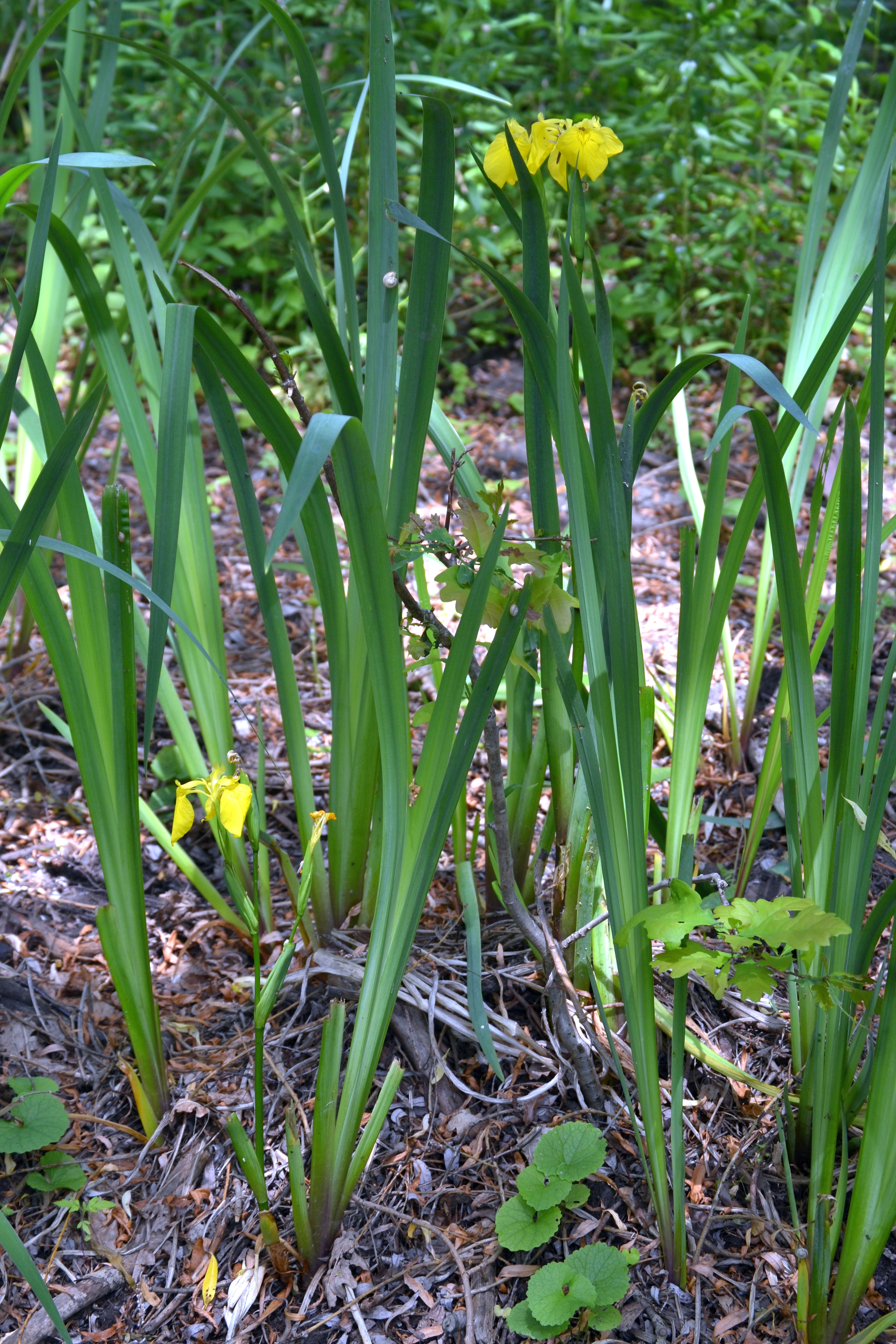
Blühende Schwertlilien.